# Stenanthemum intricatum
Stenanthemum intricatum är en brakvedsväxtart som beskrevs av B.L. Rye. Stenanthemum intricatum ingår i släktet Stenanthemum och familjen brakvedsväxter. Inga underarter finns listade i Catalogue of Life.